# Onthophagus rubidus
Onthophagus rubidus là một loài bọ cánh cứng trong họ Bọ hung (Scarabaeidae).